# SN 1999cw
SN 1999cw – supernowa typu Ia odkryta 28 czerwca 1999 roku w galaktyce M-01-02-01. W momencie odkrycia miała maksymalną jasność 14,20m.